# 德霖路
德霖路（英語：Teck Lim Road）是新加坡欧南规划区内牛车水一条连接恭锡路和尼路的单行道。这条路两旁设有保存完好的店铺，还有许多经济型酒店。
这条路于1927年以王九河的儿子华商王德霖命名。王德霖祖籍福建南安，1906年中选任市政委员；三年任期满后，在1910年改任乡村局委员。